# Милош Обилич
Милош Обилич (на сръбски: Милош Обилић) е легендарен герой от сръбските епически народни песни.
Макар най-ранните писмени сведения за него да са от края на XV век, той започва да играе важна роля в легендите за Косовската битка от 1389 година, които му приписват убийството на османския султан Мурад I, превръщайки го в сръбски национален герой. Въпреки това първите писмени свидетелства за Косовската битка не споменават неговата личност и име. Християнският войник, убил султан Мурад, остава анонимен в продължение на два века след битката и чак в края на петнадесетото столетие се появява името Милош Обилич в записките на архиепископ Петър II Петрович Негош.
В действителност не е доказано, че такава личност е съществувала. Първото съобщение за Косовката битка е направено само 12 дни след като тя се състояла и принадлежи на дякон Игнатий, руски дякон, посетил по същото време Константинопол. Единственото, което той оповестява в своите записки е, че някакъв предан рицар на княз Лазар Хребелянович бил оклеветен като предател и за да докаже своята невинност, той влязъл в турския лагер, представяйки се за дезертьор и убил султана. В по-късни преписи на ръкописа на дякон Игнатий името Милош Обилич е добавено, но то не присъства в оригинала.
Друг съвременник на събитията, канцлерът на Флоренция К.Салутати, в свое писмо от 20 октомври 1389 г. също съобщава за убийството на султана без да назовава конкретно име, твърдейки, че то е дело на един от дванадесетте християнски рицари, успели да пробият османските редици.
За първи път името на убиеца на Мурад I е посочено около 1497 т. в мемоарите на Константин Михайлович, сръбски еничар от село Островица. Той отбелязва, че убиецът е Милош Кобица. Три десетилетия по-късно, през 1530 г., се появява отново конкретно име този път в мемоарите на словенския монах Бенедикт Курипечич, който пътува през Балканите и посещава гроба на Мурад на Косово поле. По този повод той разказва и за убиеца на султана, наричайки го Милош Кобилович.
Има теория, според която Милош е българин по произход.[източник? (Поискан преди 15 дни)] Повечето сръбски историци свързват неговото име с град Лесковац[източник? (Поискан преди 15 дни)], част от тогавашното българско етническо землище. 